# Arzano Volley
L'Arzano Volley è una società pallavolistica femminile italiana con sede ad Arzano: milita nel campionato di Serie B1.

## Storia
L'Associazione Sportiva Delcogliano Arzano è stata fondata nel 1984: nei primi anni di attività partecipa a competizione giovanili per approdare poi in Serie C; nel 2000 conquista la promozione di Serie B2. Al termine della stagione 2001-02, grazie al primo posto in classifica, la società arzanese ottiene una nuova promozione, questa volta in Serie B1: nella terza categoria nazionale il Delcogliano Arzano resta per due annate, fino a quando, conclusa al primo posto la stagione 2003-04, sale in Serie A2.
L'esordio nel campionato cadetto nella stagione 2004-05 è segnato dal cambio di denominazione in Start Volley Arzano; la regular season si chiude con il quinto posto in classifica generale, permettendo l'accesso ai play-off promozione: dopo aver superato in semifinale il Jogging Volley Altamura, il club campano vince la serie finale contro la Sacrata Pallavolo di Civitanova Marche, accedendo in Serie A1.
La militanza nel massimo campionato però durà solo un'annata: infatti il dodicesimo posto al termine della stagione 2005-06 condanna la squadra alla retrocessione in Serie A2: dopo aver regolarmente disputato il campionato 2006-07 nella seconda divisione nazionale, chiuso a metà classifica, la società decide di vendere il titolo sportivo e ripartire dalla Serie C; nello stesso anno inoltre viene nuovamente cambiata la denominazione in Arzano Volley.
Inizia quindi una nuova serie di promozioni: la prima nel 2006 che porta la formazione a giocare in Serie B2, la seconda al termine della stagione 2010-11 per la Serie B1.

## Rosa 2013-2014
| N° | Nome                 | Ruolo | Data di nascita | Nazionalità sportiva |
| -- | -------------------- | ----- | --------------- | -------------------- |
| -  | Annunziata Campolo   | S     | -               | Italia               |
| -  | Roberta Piscolo      | L     | -               | Italia               |
| -  | Gaia Valente         | S     | -               | Italia               |
| -  | Margherita Cozzolino | P     | -               | Italia               |
| -  | Ketty Vinaccia       | C     | -               | Italia               |
| -  | Valentina Aprea      | S     | -               | Italia               |
| -  | Marianna Maggipinto  | L     | -               | Italia               |
| -  | Maria Russo          | C     | -               | Italia               |
| -  | Concetta Cirillo     | P     | -               | Italia               |
| -  | Rossella Granata     | S/O   | -               | Italia               |
| -  | Francesca Maresca    | C     | -               | Italia               |
| -  | Daniela Foniciello   | S/O   | -               | Italia               |